# Artiști și modele
 Artiști și modele (titlul original: în engleză Artists and Models) este un film de comedie american din 1955 regizat de Frank Tashlin. În rourile prinipale joacă actorii Dean Martin, Jerry Lewis și Shirley MacLaine.

## Distribuție
- Dean Martin – Rick
- Jerry Lewis – Eugene
- Shirley MacLaine – Bessie
- Dorothy Malone – Abigali
- Eve Gabor – Sonia
- Anita Ekberg – Anita
- Eddie Mayehoff – dl. Murdock
- Minta Durfee – dansatorul
- Jack Elam – Ivan
- Kathleen Freeman – dna. Muldoon, casnică